# Jokne’am

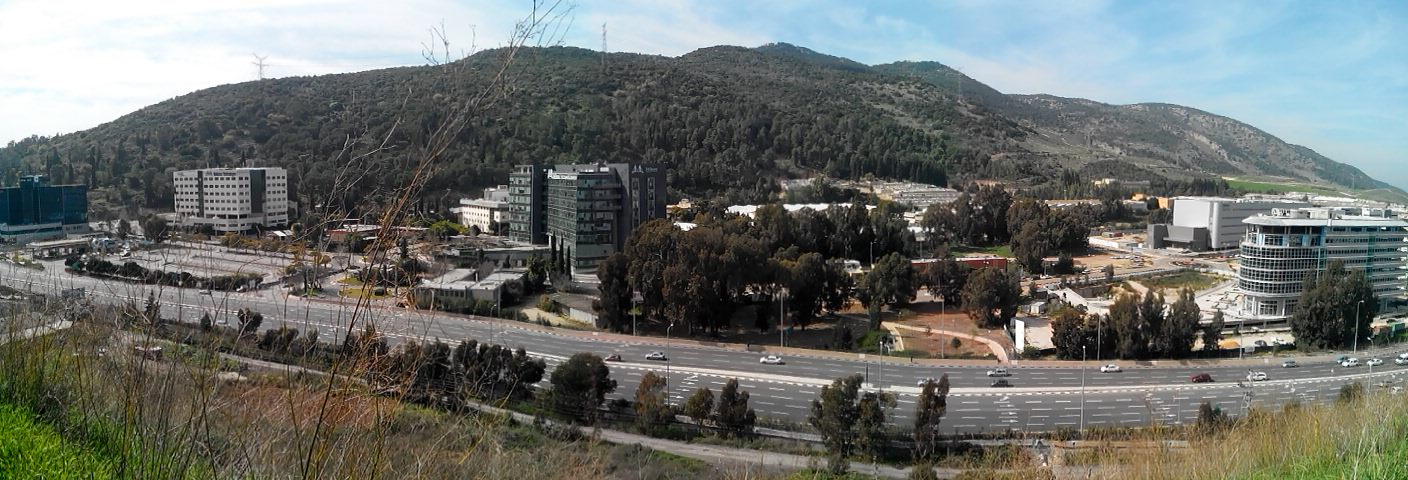
Jokneʿams Startup-Village

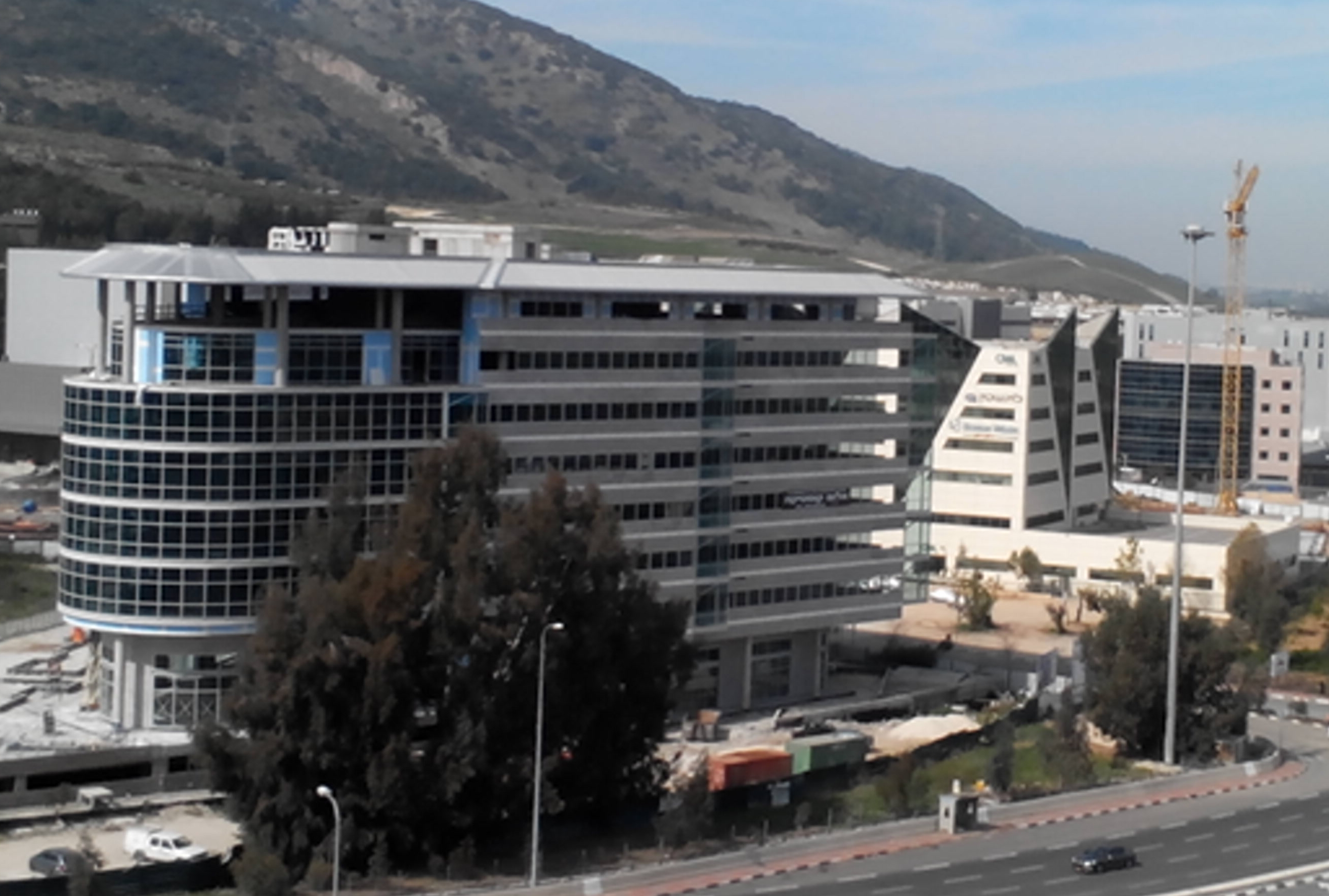
High-Tech-Park im Startup-Village

Jokneʿam, eigentlich Jokneʿam ʿIllit (hebräisch יָקְנְעָם עִלִּית Joqnəʿam ʿIllit, deutsch ‚Ober Joqneʿam‘, Plene: יקנעם עילית; arabisch يوكنعام عيليت), ist eine Stadt in Israel, die auch den Spitznamen „Israels Startup-Village“ trägt. Über 150 High-Tech-Unternehmen sind dort angesiedelt, die nach eigenen Angaben jährlich sechs Milliarden US-Dollar Umsatz erzeugen.

## Geografie
Sie liegt in Nordisrael an den südöstlichen Ausläufern des Karmelgebirges am Rande der Jesreelebene und hat 24.200 Einwohner (Stand: Januar 2022). 2018 hatte die Stadt 23.311 Einwohner. Die Stadt liegt einen Kilometer nordwestlich oberhalb der 1935 gegründeten Moschavah Joqneʿam in der Jesreelebene. 

## Geschichte
Die Stadt wurde nach dem biblischen Ort (Josua 21,34) benannt, der sich auf dem Tell im Stadtgebiet befand. 

Sie hatte bei ihrer Gründung 1950 den Status einer Entwicklungsstadt. Seit 2016 ist sie mit der Bahnstrecke Haifa–Bet Sche’an an das Eisenbahnnetz der Israel Railways angeschlossen.

## Städtepartnerschaft
- Montauban
- Wiehl

## Weitere Startup-Villages
Mit dem Spitznamen „Start-up village“ werden ebenso bezeichnet:
- Startup-Village Amsterdam
- Startup-Village Kopenhagen
- Startup-Village Kochi